# Kerncentrale Lingen
De kerncentrale van Lingen was een Duitse kokendwaterreactor in de buurt van Lingen in Nedersaksen. De centrale is van 1968 tot 1979 in bedrijf geweest. De centrale had een vermogen van 250 MW, waarvan 82 MW met behulp van fossiele brandstoffen opgewekt werd. De kerncentrale beschikte daarom over een 150 meter hoge schoorsteen, iets wat voor kerncentrales niet gebruikelijk is. In 2009 is de schoorsteen afgebroken en voor een kleiner exemplaar vervangen. 
In 1968 nam het toenmalige VEW-Konzern in de toentertijd nog zelfstandige gemeente Darme de centrale in gebruik. Het was een van de eerste commerciële centrales in Duitsland. In 1977 werd het nucleaire gedeelte van de centrale stilgelegd vanwege schade aan de stoomomvormer. Sindsdien bevindt de centrale zich in "veilige insluiting". De centrale is sinds een fusie in bezit van RWE. Naast de centrale staat de aardgascentrale Emsland. Enkele kilometers zuidoostelijk staat de kerncentrale Emsland
In 1989/90 werd er op het terrein van de kerncentrale radioactief melkpoeder opgeslagen. Deze waren radioactief geworden door de Kernramp van Tsjernobyl. Na bewerking is de melkpoeder verwerkt in veevoer. 
| Reactorblok  | Reactortype | Vermogen | Begin bouw | Inbedrijfname | Stillegging |
| ------------ | ----------- | -------- | ---------- | ------------- | ----------- |
| Lingen (KWL) | BWR         | 183 MW   | 1964       | 1968          | 1977        |

## Weblink
- Website van milieuministerie van Nedersaksen met stand van zaken met betrekking tot de sloop van Kerncentrale Lingen

- Gemeinsame Normdatei: 2015477-X
- Virtual International Authority File: 140194709

In bedrijf: 
-

Gesloten:
Biblis ·
Brokdorf ·
Brunsbüttel ·
Emsland ·
Grafenrheinfeld ·
Greifswald ·
Grohnde ·
Gundremmingen ·
Hamm · 
Isar ·
KNK Karlsruhe ·
Krümmel ·
Lingen ·
Mülheim-Kärlich ·
Neckarwestheim ·
Obrigheim ·
Philippsburg ·
Rheinsberg ·
Stade ·
THTR-300 Hamm-Uentrop ·
Unterweser ·
Würgassen ·

Ontmanteld:
Großwelzheim ·
Jülich · 
Kahl · 
MZFR Karlsruhe · 
Niederaichbach

Nooit in gebruik genomen:
Kalkar ·
Stendal ·
Wyhl